# Nullzweizwei
Nullzweizwei ist ein ehemaliges deutsches Rap-Duo aus Herzogenaurach. Ursprünglich 2017 als Rap-Crew gegründet bestand Nullzweizwei bis 2023 nur noch aus den beiden Rappern Rufuz und Bazu. Ihre Auflösung wurde am 31. Dezember 2023 bekannt gegeben.

## Bandgeschichte
Nullzweizwei gründete sich um 2017 um die vier Freunde Bazu (Vitaly Frolov), Rufuz (Bastian Pfrob) und Sosa (Maximilian Rau). Der Name ist der deutsche Polizeicode für „Bande“. Die Band machte sich zunächst in Bayern einen Namen und organisierte in ihrem Heimatort ein Rapfestival.
Noch vor Veröffentlichung des ersten selbstproduzierten Albums Bezirk 22 trennte sich die Crew von Diuk. Das erste Album ist noch im Wesentlichen vom Straßenrap geprägt, der jedoch schon in dieser frühen Phase ironisch gebrochen wurde.
Ende 2018 wagten sie einen Neuanfang und begannen mehr Humor in ihre neuen Songs einzuarbeiten. So rappt Rufuz im Video zum Song Дай мне vor seinem alten Opel Corsa statt vor einem teuren Auto. Das Lied entwickelte sich auf YouTube zum Hit und generiert 1,3 Millionen Aufrufe in den sozialen Medien. Auch die weiteren Songs der Crew werden zu Internet-Hits. Die Texte handeln von Alkoholkonsum und den russischen Wurzeln der einzelnen Bandmitglieder.
Die Band wurde 2019 von Warner Music unter Vertrag genommen. Am 14. August 2020 erschien ihr Major-Debüt Etabliert, auf dem als Features die 102 Boyz sowie Schwesta Ewa zu hören sind. Das Album erreicht Platz 22 der deutschen Charts.
Das zweite Album Fokus erschien am 16. Juli 2021 als Eigenproduktion im Vertrieb von Groove Attack. Vorher wurde Sosa aus unerklärlichen Gründen von der Crew getrennt, so dass Nullzweizwei nun als Duo auftreten. Das Album kommt ohne Features aus. Auch das zweite Album erreichte die deutschen Charts und platzierte sich in der Veröffentlichungswoche auf Platz 44.

Das Dou gab via Instagram bekannt, dass sie im Dezember 2023 sich auflösen werden.
„WIR FREUEN UNS DARAUF, DASS IHR UNS GETRENNT VONEINANDER NOCH BESSER KENNENLERNT UND DANKEN EUCH FÜR DIE ZEIT ALS NULLZWEIZWEI SOWIE ALLES, WAS WIR DABEI MUSIKALISCH ERREICHT HABEN. DOCH ES WIRD ZEIT, NEUE KAPITEL ZU STARTEN.“ 
Die Musiker aus Herzogenaurach erklären, dass sie sich ausschließlich auf ihre eigenen Solo-Projekte konzentrieren möchten. Im Gegensatz zu Nullzweizwei werden sie ihre eigene Musik unter den Namen Rufuz, Bazu und Fabio (Sosa) veröffentlichen. In ihrem Abschlusspost zeigen die beiden noch einmal ihre Dankbarkeit gegenüber ihren Anhängern gegenüber der Gruppe Nullzweizwei.

## Stil
Musikalisch handelt es sich um deutschen Straßenrap, wie man ihn unter anderem auch von 102 Boyz, Finch Asozial und MC Bomber kennt. Die Texte behandeln genreübliche Themen wie das Straßenleben, Alkoholkonsum sowie ein übertriebener Lifestyle. Gelegentlich rappt die Crew beziehungsweise das Duo auch auf Russisch.

## Diskografie

### Alben
- 2018: Bezirk 22 (Eigenproduktion)
- 2020: Etabliert (Warner Music)
- 2021: Fokus (Nullzweizwei/Groove Attack)
- 2022: Pazani
- 2023: Broke

### Singles
- 2019: Дай мне
- 2019: Bounce
- 2019: Fokus
- 2019: Ты со мной (Du bist mit mir)
- 2019: In die Hocke
- 2019: Neugeboren
- 2019: E.W.I.N.
- 2019: Wenn ich heut geh
- 2020: Was ich mach
- 2020: Ein weiteres Benz Lied
- 2020: Popu
- 2020: Stein (feat. Thrill Pill)
- 2020: Sorry
- 2020: Flaschen Jacky
- 2020: Brigada
- 2021: Renn
- 2021: Cash
- 2021: Superior
- 2021: Adidas
- 2021: Schluck
- 2021: Zeit
- 2021: Meer
- 2021: Warum
- 2021: Sheraton
- 2021: Immer wieder
- 2021: Kein Puls
- 2022: Drück den Benz weg
- 2022: Mepceдec
- 2022: COACHELLA